# 칼러이 줄러

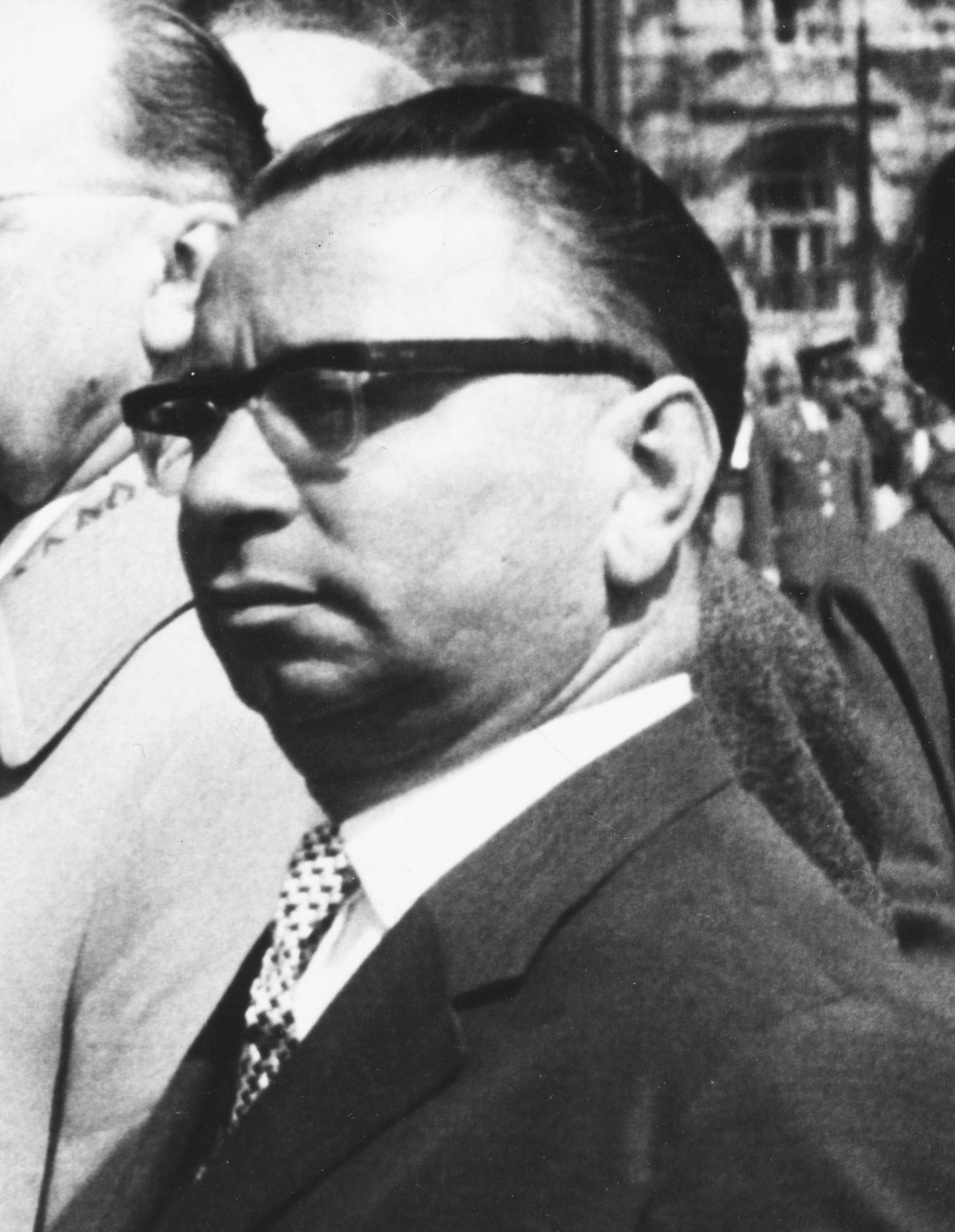
칼러이 줄러

칼러이 줄러(헝가리어: Kállai Gyula, 1910년 6월 1일 베레초우이펄루 ~ 1996년 3월 12일 부다페스트)는 헝가리의 정치인이다. 1965년 6월 30일부터 1967년 4월 14일까지 헝가리의 총리를 역임했으며 1967년부터 1971년까지는 헝가리 국회의장을 역임했다.